# Гламија
44° 32′ 30″ С; 22° 45′ 28″ И / 44.54158° С; 22.75778° И
Гламија је археолошко налазиште некрополе средњег бронзаног доба код Корбова, близу Кладова, у североисточном делу Србије.
Налазиште Гламија припада бронзанодобној групи Дубовац – Жуто Брдо – Гâрла Маре која се односи на период 1600–1400 године п. н. е..
Истраживање некрополе започео је Милоје М. Васић 1910. године. Праисторијско насеље и већи део некрополе су уништени ерозијом Дунава. Археолошким истраживањима остатака некрополе 1957—58. године откривено је 48 гробова са урнама. Пронађени остаци сачуваних костију, калцинисани коштани украсни предмети, фрагменти посуђа нађени у урнама указују да су покојници кремирани у одећи и са накитом, а на ломачу су стављани и дарови, керамички предмети и храна, који су спаљивани заједно са њима. Сачувани остаци заједно са остацима кремираних покојника сакупљане и стављане у урне. Као урне су најчешће коришћени велики биконични судови са цилиндричним вратом и две или четири дршке.